# Lac Frances
Le lac Frances est un lac situé au  Yukon (Canada).
Durant l'été 1840, Robert Campbell, de la Compagnie de la Baie d'Hudson a été le premier homme blanc à remonter le cours de la rivière Liard, vers le lac Frances et la rivière Pelly.
Les premiers habitants de l'endroit avaient appelé la rivière Frances la Too-Tsho-Tooa ce qui signifie la rivière du grand lac. Campbell nomma à la fois la rivière et le lac du prénom de l'épouse du gouverneur Simpson, Frances, Simpson ayant été gouverneur de la Compagnie de la Baie d'Hudson pendant presque quarante ans.
Pendant de nombreuses années la rivière et le lac firent partie de la route empruntée par la Compagnie en direction du centre du Yukon. Elle fut finalement abandonnée parce que son cours était très dangereux, à cause des nombreux rapides, surtout sur la rivière Liard et faisait de trop nombreuses victimes. 